# Українські рятівники (монета)
«Українські рятівники» — пам'ятна  монета номіналом 5 гривень, випущена Національним банком України, присвячена представникам професії рятувальника. Монету введено в обіг 15 вересня 2021 року. Вона належить до серії «Інші монети».

## Опис та характеристики монети
| Номінал грн. | Метал      | Маса, грам | Діаметр, мм. | Якість виготовлення       | Гурт     | Тираж, штук |
| ------------ | ---------- | ---------- | ------------ | ------------------------- | -------- | ----------- |
| 5            | нейзильбер | 16.54      | 35,0         | спеціальний анциркулейтед | рифлений | 40 000      |

### Аверс
На аверсі монети угорі розміщено напис «УКРАЇНА», а у центрі — логотип Державної служби з надзвичайних ситуацій, а ліворуч — малий Державний Герб України. Рік карбування монети — 2021 розташований праворуч від логотипа, а номінал — 5 ГРИВЕНЬ розташовано унизу. Логотип Банкнотно-монетного двору Національного банку України розміщено праворуч, під роком карбування. Композиція розміщується на дзеркальному тлі, в обрамленні стилізованого рослинного орнаменту.

### Реверс
На реверсі монети зображено рятувальника з дитиною на руках (на матовому тлі). Абрис рятувального гелікоптера в дзеркальному виконанні розташовано угорі. Ліворуч від рятувальника розташовано написи: «ЗАПОБІГТИ!», «ВРЯТУВАТИ!», «ДОПОМОГТИ!».
Для зображення рятівника використано мотив на фото черкаського фотографа Сергія Федоренка, який у 2004 році зробив фото курсанта Черкаського інституту пожежної безпеки імені Героїв Чорнобиля Сергія Оліфера з сином співробітника інституту Іллі Дагіля. Первинно фото вокористовувалось для обкадинки журналу «Пожежна безпека»

## Автори
- Художник: Яровий Владислав.

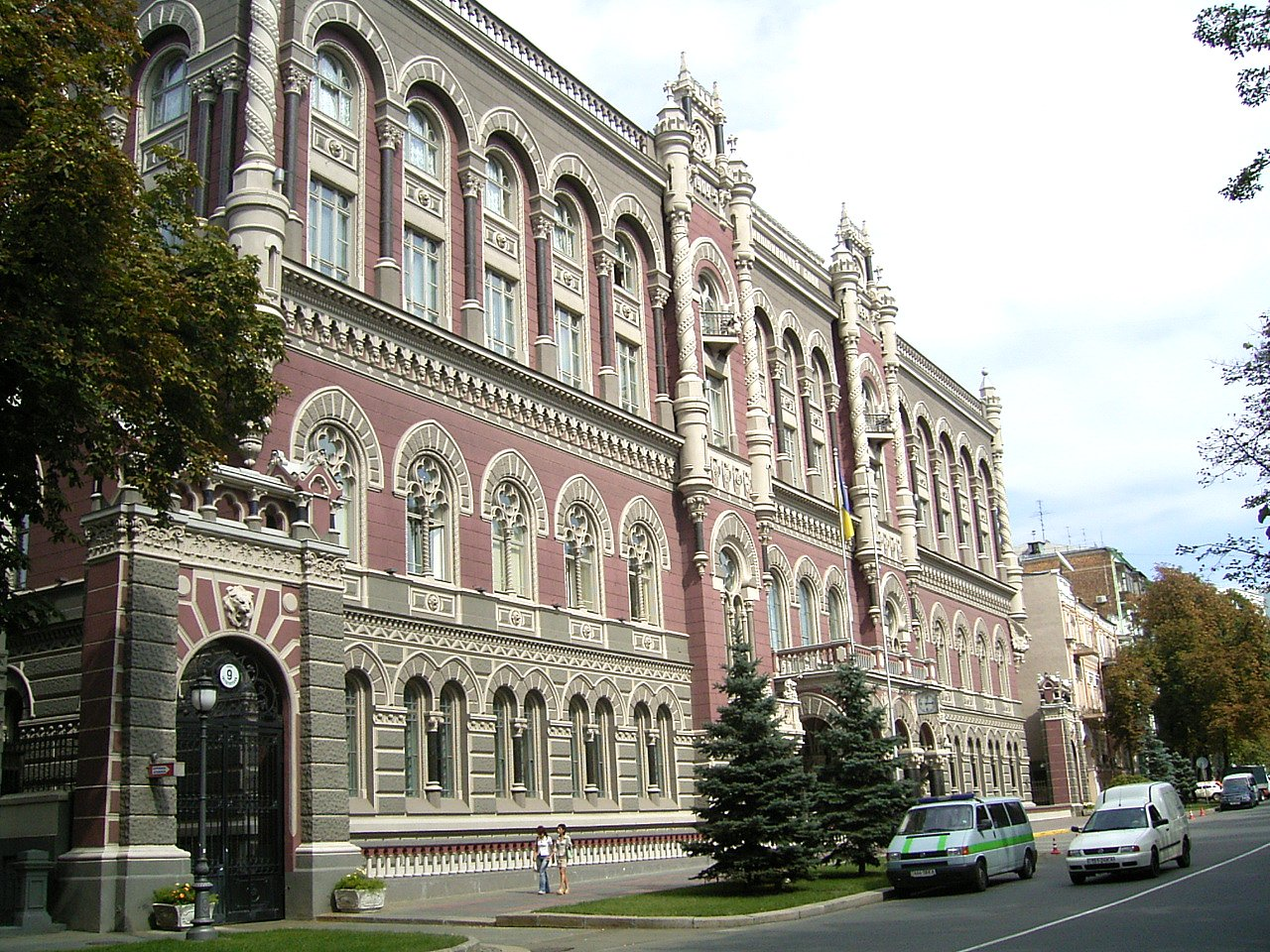
Будівля Національного банку України

- Скульптори: Дем'яненко Володимир, Іваненко Святослав.[1]

## Вартість монети
Роздрібна ціна Національного банку України 57 гривень.
Фактична приблизна вартість монети, з роками змінювалася так:
| Рік        | 2021 | 2022 | 2023 | 2024 | 2025 |
| ---------- | ---- | ---- | ---- | ---- | ---- |
| Ціна, грн. | 85   | 80   | 150  | 340  | 340  |